# Solva sikkimensis
Solva sikkimensis är en tvåvingeart som först beskrevs av Günther Enderlein 1921.  Solva sikkimensis ingår i släktet Solva och familjen lövträdsflugor. Inga underarter finns listade i Catalogue of Life.